# Petro Vins
Petro Georgijevič Vins (* 1. května 1956, Kyjev) je jedním ze zakládajících členů Ukrajinské Helsinské skupiny (UGG), aktivista baptistické církve, disident a politický vězeň. 13. června 1979 úřady povolily celé rodině Vinsových vystěhování do USA. Po návratu v roce 1993 podnikal v Rusku, od roku 2006 v Kyjevě. Roku 2006 obdržel Řád za odvahu 1. stupně, který uděluje prezident Ukrajiny. 

## Život a politická činnost
Petro Vins pochází z rodiny G. Vinse, absolventa Kyjevské polytechniky a sekretáře ukrajinské Evangelické Baptistické církve (EBC) v Kyjevě. Jeho děd P. Y. Vins byl německé národnosti. Přišel jako misionář z Kanady na Dálný Východ, kde působil jako baptistický kazatel, oženil se s Ruskou a usadil. Byl dvakrát zatčen a roku 1937 zastřelen. Babička P. Vinse byla jako aktivistka v Radě rodinných příslušníků vězňů svědomí z řad Baptistické církve vypovězena na Sibiř a v letech 1964–1967 vězněna v pracovním táboře. Petrův otec byl několikrát zatčen a roku 1975 odsouzen na 5 let v pracovním táboře Tabaga, No. YD 40/7 v Yakutsku a 5 let exilu.
Petro Vins v mládí prodělal několik vážných operací a byl zproštěn vojenské služby. Jako dvacetiletý se během soudního procesu s otcem seznámil se skupinou ochránců lidských práv a také se samizdatovým vydáním díla Solženicyna. Jako člen církve se angažoval v ochraně lidských práv a byl několikrát zatčen. Roku 1976 spolu se svým bratrem a sestrou napsal dopis americkému prezidentu Carterovi, aby se zastal jejich vězněného otce. 6. února roku 1977 se stal členem Ukrajinské Helsinské skupiny, kde nahradil zatčeného M. Ruděnka. Jako člen UGG podepsal dopis na podporu Charty 77 (12.2.1977), za osvobození Alexandra Ginsburga (4.2.1977), zprávu o persekuci Baptistů v Sovětském svazu a stanovisko UGG k soudu s M. Ruděnkem a O. Tychym.
KGB ho zadržela 2. října 1977 a dostal varování, že bude souzen za "antisovětské aktivity". Následně byl propuštěn ze zaměstnání osvětlovače v Kulturním domě a po neúspěšných pokusech získat nové zaměstnání pracoval krátce jako dělník ve skladu. Pro špatný zdravotní stav musel místo opustit. Dostal pozvání od svých příbuzných v Kanadě a podal žádost o vystěhování ze Sovětského svazu. 8. prosince 1977 byl zadržen, když chtěl odjet do Moskvy na demonstraci ke Dni lidských práv. Byl zbit policií a na 30 dní uvězněn. Než byl propuštěn, držel zde protestní hladovku.
V únoru 1978 navštívil otce v pracovním táboře v Jakutsku, kde se mu podařilo získat povolení k emigraci, ale 15. února 1978 byl znovu zatčen a odsouzen na jeden rok v pracovním táboře jako nezaměstnaný za "příživnictví". V táboře Rafalivka (oblast Rivne) byl zbit a několikrát umístěn v izolaci. Držel hladovky a požadoval přesun do jiného tábora. 9. září 1978 vydala UGG zprávu, že život politických věznů P. Vinse a K. Podrabynka je ohrožen. Vins byl v září přemístěn do tábory Perekhrestivka (oblast Sumy), kde byl po příjezdu znovu zbit.
Po propuštění 15. února 1979 se opakovaně pokoušel navštívit v Kyjevě konzulát USA, aby si zařídil vystěhování. Jeho byt opakovaně prohledala policie. Na ulici ho neznámé osoby unesly do auta, zbily a odvezly do lesa. Potřetí ho stejní příslušníci zbili obuškem a železnou tyčí až ztratil vědomí a sebrali mu doklady včetně povolení k emigraci. Byl v domácím vězení a KGB ho varovala, že bude zabit, pokud se pokusí byt opustit.
V dubnu 1979 byl jeho otec Georgij Vins spolu se čtyřmi dalšími politickými vězni vyměněn za ruské špiony, bývalé zaměstnance při OSN. Teprve 13. června 1979 mohl Petro Vins spolu s dalšími členy rodiny odcestovat do USA za svým otcem. Jeho otec v emigraci založil misijní organizaci Russian Gospel Ministries International.

## Emigrace a návrat
Během emigrace žil postupně v 16 zemích. Roku 1993 se vrátil do Moskvy, kde založil úspěšnou logistickou firmu "Vinland - XXI century". Roku 2008, kdy začala mít problémy s podsvětím, zaměstnávala 112 lidí a měla obrat 10 mil.$. Vins dostal nabídku "ochrany" a když odmítl, byl zařazen na černý seznam a několik jeho zaměstnanců byl zbito. Když vyvolal skandál v tisku, úřady ho obvinily z neplacení daní. Manželka P. Vinse, která je právnička, obvinila policii z nečinnosti a vyhrála tři soudní stání, ale kvůli korupci soudců nebyla schopna získat osvobozující rozsudek a Vins o fimu přišel. Rozhodl se vrátit do Kyjeva a založil si firmu "StreetArtBeat", ktará popularizuje moderní umění na tričkách.
Roku 2000 založil Novinářskou cenu Andreje Sacharova, kterou během 10 let získalo 50 novinářů, včetně Anny Politkovské. V Ruské federaci je zařazen na seznam hledaných osob.
Roku 2006 obdržel Řád za odvahu 1. stupně, který uděluje prezident Ukrajiny.